# 池ノ上孝司
池ノ上 孝司（いけのうえ たかし、1955年9月29日 - ）は、鹿児島県出身のハンドボール選手、指導者。1984年ロサンゼルスオリンピックハンドボール全日本男子代表。幻の1980年モスクワオリンピック代表でもあった。

## 来歴
鹿児島県立加治木工業高等学校、日本体育大学出身。
卒業後、湧永製薬に入社。同社ハンドボール部（ワクナガレオリック）に所属。
全日本では、1978年デンマークで行われた世界選手権代表、1980年のモスクワ五輪、1982年西ドイツで行われた世界選手権代表、1984年のロサンゼルス五輪代表に選ばれている。
また、引退後は指導者としても活躍。ソニーセミコンダクタ九州監督、女子学生代表コーチなどを務めた。